# Leptolaena
Leptolaena é um género botânico com 10 espécies pertencente à família Sarcolaenaceae.
O género tem dez espécies, nativas de Madagáscar.
Trata-se de um género reconhecido pelo sistema de classificação filogenética Angiosperm Phylogeny Website. Neste sistema, o género Xerochlamys Baker é indicado como sinónimo.

## Espécies
As espécies aceites neste género são:
- Leptolaena abrahamii G.E.Schatz & Lowry
- Leptolaena arenaria (F.Gérard) Cavaco
- Leptolaena cuspidata Baker
- Leptolaena delphinensis G.E.Schatz & Lowry
- Leptolaena gautieri G.E.Schatz & Lowry
- Leptolaena masoalensis G.E.Schatz & Lowry
- Leptolaena multiflora Thouars
- Leptolaena pauciflora Baker
- Leptolaena raymondii G.E.Schatz & Lowry
- Leptolaena villosa (F. Gerard) G.E. Schatz & Lowry